# معاهدة الحدود بين البرازيل وهولندا
حددت معاهدة الحدود لعام 1906 بين البرازيل وهولندا الحدود الدولية بين البرازيل ومستعمرة سورينام الهولندية. نصت المعاهدة على أن الحدود
تشكلت من الحدود الفرنسية (غويانا الفرنسية) إلى الحدود البريطانية (غيانا البريطانية)، وهو خط مستجمعات المياه بين حوض الأمازون إلى الجنوب، وأحواض الأنهار التي تتدفق إلى الشمال إلى المحيط الأطلسي.
ونصت المعاهدة أيضًا على إمكانية تعيين لجنة برازيلية هولندية مشتركة تتولى ترسيم الحدود فعليًا باستخدام علامات إذا لزم الأمر. إن الحدود التي حددتها المعاهدة لا تزال هي الحدود المعترف بها بين البرازيل وسورينام المستقلة الآن. لا توجد نقاط تفتيش حدودية على طول الحدود، ويتكون جزء كبير من منطقة الحدود من غابات مطيرة لا يمكن اختراقها، لكن لجنة الحدود وضعت 60 علامة حدودية على طول الحدود بين البرازيل وسورينام.
كانت الحدود الموصوفة في المعاهدة نتيجة لعملية تفاوض بين هولندا والبرازيل وتبعت إنشاء الحدود بين البرازيل وفرنسا (غويانا الفرنسية، إلى الغرب) والبرازيل والمملكة المتحدة (غيانا البريطانية، إلى الشرق) والتي كانت تستند إلى نفس مستجمعات المياه. وقد تم تحديد الحدود الأخيرة بعد تحكيمين برئاسة والتر هاوزر، رئيس الاتحاد السويسري، وملك إيطاليا فيكتور إيمانويل الثالث، على التوالي.
تم توقيع المعاهدة في ريو دي جانيرو في 5 مايو 1906. وقد صادقت البرازيل وهولندا على المعاهدة في عام 1908.

## روابط خارجية
- معاهدة الحدود : النص الكامل (بالبرتغالية)